# Knightmare (programma televisivo)
Knightmare è stato un programma televisivo britannico per bambini, un game show d'avventura creato da Tim Child e trasmesso su Children's ITV per otto edizioni, dal 7 settembre 1987 all'11 novembre 1994. Il format prevedeva che una squadra di quattro bambini - uno che fa il giocatore vero e proprio e tre che fungono da guida e consiglieri - esplori un ambiente medievale fantasy, attraversando un grande dungeon e usando il proprio ingegno per superare enigmi, ostacoli e personaggi insoliti.
Lo spettacolo è particolarmente degno di nota per l'utilizzo del blue screen chroma key (un'idea sviluppata da Child dopo che aveva visto il medesimo metodo utilizzato nelle previsioni meteorologiche al momento dell'inizio del programma) e di un vero e proprio gameplay interattivo da "realtà virtuale" e per l'alto livello di difficoltà affrontato da ogni squadra. Trasmesso ad un alto numero di spettatori durante la sua edizione originaria, divenne oggetto di culto tra i fan sin dal suo ultimo episodio televisivo nel 1994. Venne ripreso per uno speciale da YouTube nell'agosto 2013.
Knightmare venne concepito da Tim Child nel 1985, ispirato da due videogiochi per ZX Spectrum, Atic Atac e Dragontorc.
Dal programma televisivo vennero tratti a sua volta due videogiochi, Knightmare per Amstrad CPC, Atari ST, Commodore 64 e ZX Spectrum e Knightmare per Amiga e Atari ST.

## Edizioni
| Edizione | Episodio iniziale | Episodio finale  | Numero di episodi |
| -------- | ----------------- | ---------------- | ----------------- |
| 1        | 7 settembre 1987  | 26 October 1987  | 8                 |
| 2        | 5 settembre 1988  | 19 dicembre 1988 | 16                |
| 3        | 8 settembre 1989  | 22 dicembre 1989 | 16                |
| 4        | 7 settembre 1990  | 21 dicembre 1990 | 16                |
| 5        | 6 settembre 1991  | 20 dicembre 1991 | 16                |
| 6        | 11 settembre 1992 | 18 dicembre 1992 | 15                |
| 7        | 10 settembre 1993 | 17 dicembre 1993 | 15                |
| 8        | 9 settembre 1994  | 11 novembre 1994 | 10                |